# 2008년 하계 올림픽 트라이애슬론
2008년 베이징 하계 올림픽 트라이애슬론은 8월 18일 월요일(여자)과 8월 19일 화요일(남자)에 트라이애슬론 경기장에서 열렸다.
각 참가자는 1,500m(0.93마일)의 수영 코스로 이벤트를 시작했고, 이어서 40km(25마일)의 도로 자전거 경주를 거쳐 10km(6.2마일)의 도로 달리기로 마무리했다. 두 다리 전환(수영-자전거 타기 및 자전거 타기-달리기)은 심판의 감독 하에 특별 전환 구역에서 수행되었다. 사이클링은 6.66km씩 6바퀴, 달리기는 2.5km씩 4바퀴로 진행됐다.